# 新撰組異聞PEACE MAKER
『新撰組異聞PEACE MAKER』（しんせんぐみいもんピースメーカー）は、黒乃奈々絵による日本の漫画、及びそれを原作としたメディアミックス作品。『月刊少年ガンガン』（エニックス（現・スクウェア・エニックス））で連載され、2005年10月にはマッグガーデンより新装版が発売された。続編である『PEACE MAKER 鐵』（ピースメーカーくろがね）についても本項で記述する。

## 概要
『新撰組異聞PEACE MAKER』では、主人公鉄之助の新撰組入隊から池田屋事件までが描かれている。これらの時期など細部は史実と異なるものの、時代の大きな流れに沿ってストーリーが展開する。エニックスお家騒動により掲載誌を『月刊コミックブレイド』（マッグガーデン）へと移し、池田屋事件から3ヶ月後となる第二部『PEACE MAKER 鐵』が連載されたが、2005年春以降休載。その後2009年秋から2010年9月まで、ケータイサイト「コミックi」および「コミックシーモア」にて5巻の続きとなる『PEACE MAKER 鐵 油小路編』が配信された。2013年12月にマッグガーデンから刊行されたムック『時代活劇画伝―斬―ZAN』において新章となる『PEACE MAKER 鐵 北上篇』を掲載後、翌2014年1月よりマッグガーデンのウェブコミック配信サイト『WEBコミックBeat's（現・MAGCOMI（マグコミ））』にて連載を再開している。同年9月からは『月刊コミックガーデン』（マッグガーデン）でも連載されるようになった。（『月刊コミックガーデン』と『MAGCOMI』の掲載内容の違いはないが、毎月の最新話の更新は『月刊コミックガーデン』の方が早い。）
2020年5月以降再び休載となっている。

## あらすじ
物語は元治元年（1864年）3月の京都から始まる。両親を長州藩士に殺された市村鉄之助は、強くなりたい一心で兄・辰之助に付いて新撰組の門を叩く。しかし見た目と態度の悪さから“チビ”とあしらわれ、中々入れてもらえない。そんな折ひょんなことから出会った新撰組隊士の一人・沖田総司の仲立ちでなんとか入隊許可が降りた。土方の小姓となるも、当初の目的である修行のイメージとは異なる自分の立場に不満を感じ葛藤する。
そんな中で新撰組局長・近藤勇や副長・土方歳三らと出会い、徐々に鉄之助も組に慣れていった。そんなある日、新撰組の敵役である尊皇攘夷派の長州藩士・吉田稔麿が京の町々に放火する騒動を起こす。その最中に鉄之助は一人の少年と町で大喧嘩をしてしまう。少年の名は北村鈴。鈴は吉田に仕える小姓だった。また花街島原で、鉄之助は以前町で絡まれている所を助けた禿・沙夜と淡い恋に落ちる。さらに鉄之助はそこで偶然にも鈴と再会し、2人はすぐ友達になるが、廓を訪れた吉田のために再び会えなくなってしまう。その一方で鉄之助の入隊を反対していた辰之助も唯一の家族である鉄之助を想い苦悩する。この他、土方と山南敬助の確執、沖田に忍び寄る病魔の影など、それぞれの想いが様々に交錯する。互いが心の靄を晴らし切れないまま、物語は池田屋事件へと突入する。

## 登場人物

### 主要人物
市村鉄之助（いちむら てつのすけ）
新撰組副長・土方の小姓。愛称・鉄。両親を何者かに殺され、敵を討つために兄・辰之助と一緒に新撰組に入隊する。両親を目の前で殺されたショックから体の成長が止まっており、よく子供扱いをされていたが、池田屋事件以降は精神的にケリがついたのか、成長痛を訴えるほど立派に成長した。組に入った当初は新撰組の在り方や鈴との邂逅、そして根強く残っていた過去のトラウマなど、苦悩することが多かったが、池田屋の初陣を経て過去の傷を乗り越える。池田屋事件後は隊士見習いとなり、剣の腕も確実に上がっている。永倉曰く、鉄之助の剣は「土方さんと同じ“野外実践型”」らしい。刀を取るのは「殺すため」ではなく、あくまで「守るため」であり、未だに敵を殺したことはない。
伊東甲子太郎の造反により勃発した油小路の変で、組の仲間を助けるべく奮戦するが、鉄之助を仇敵として追ってきた海援隊にも襲撃され山へと拉致される。そこで龍馬の死を知り衝撃を受けるが、斎藤の助力で龍馬殺害の無実を証明。自身を陥れた鈴といずれ決着を付けると決意し、新選組の一員として戦い続ける意志を新たにした。
北上篇では会津での戦いを経て土方のいる石巻に駆けつけ蝦夷に渡るが、性格が当初と比べ大きく変わり、誰に対しても心を閉ざし無愛想かつ暗い一面を見せるようになった。戦意を失った敵に対しても顔色一つ変えずに指を切り落とすなど冷酷さも感じさせる。また、戦闘中に鉄之助の半径十尺（約3メートル）以内に近づくと「死神」と呼ばれる存在の銃撃によって敵味方問わず死亡してしまうことから「死神憑き」と呼ばれ恐れられるようになった。その冷酷な戦いぶりと無愛想な性格から野村利三郎をはじめとする一部の隊士から嫌われている。
しかし、鉄之助の攻撃はあくまで「敵の攻撃力を削ぐ一手」「敵の延命を可能にする一手」であり、敵に致命傷を与えることはしていない。「死神」の手によって死亡者が出ていることに対しては鉄之助も心を痛めており、田村銀之助が戦闘中に鉄之助の傍にいたにもかかわらず死ななかったことに対して驚きと安堵の涙を流した。
新政府軍との戦争が勃発して以降の出来事からずっと自分の心を殺してきたが、田村銀之助との出会いを機に少しずつ心を開きつつある。
沖田総司（おきた そうじ）
新撰組一番隊隊長。一見すると優男風の美青年だが、新撰組随一の剣の遣い手であり、戦闘時は鬼神の如き強さを発揮する。作者曰く「明るく振舞っているが とてもクールな性格」。『鐵』以降、結核を患い体調を崩している。土方の句集を勝手に持ち出して笑いながら詠むなど、よく土方にちょっかいを出している面もあるが、周囲の誰よりも土方を気遣っている。
子供の頃に剣の才が災いして父を亡くし、自身の存在を忌み嫌っていたが、武士として身を立てることを夢見る土方に新撰組という居場所を与えられ精神的に救われる。土方に深い信義を置き、細やかな心遣いを見せるのはこのためである。
油小路の変が起こる頃には最早少し動くだけで身体が悲鳴を上げる有様だったが、仲間の力になれない歯痒さに耐え切れず病体を押して戦闘に参加。山崎の制止も振り切ろうとするが、彼の眠り針で無理やり褥に戻された。
その後も体調は悪化の一途を辿り、甲州鎮撫隊結成時、遂に近藤、土方を始めとする隊士の総意で、『甲府城まで“徒歩で””誰の力も借りずに”付いて来る』無理難題を課せられる。自身も最早歩くことすら儘ならない現実を受け入れざるを得なくなり、ようやく意固地になっていた心が解け、「置いていかないで欲しい」という辛い思いを零す。結局療養のために故郷・日野へ留まり、戦線より離脱した。その後おキヨなる老婆の世話になりながら病床に就いていたが、身体はすっかりやせ衰え骨と皮だけのようになってしまった。仲間からの便りはおろか風聞すら耳に出来ず心細い日々を過ごしていたが、鈴の命でやって来た頭（つむり）に、仲間の声色を一晩中聴かされ続ける。それは沖田の心身を追い詰める為だったのだが、沖田には思わぬ喜びとして聴こえ、頭の目的を察しつつも姿を見せた彼に友好的に接した。その純粋な好意に心動かした頭の手引きで、最愛の姉と最期に会う願いが叶う。そして大粒の涙と共にこの世への未練を嘆きつつも、苦しみ多き人生の中で幸せも確かにあった事を噛みしめる。その後頭とサイゾーが見守る中、先立っていた近藤の魂に迎えられ、静かにこの世を去った。

土方歳三（ひじかた としぞう）
新撰組副長。「鬼の副長」という異名を持つ。その異名の通り、性格は冷徹。それ故隊員からも恐れられているが、実際は部下思いである。鉄之助に対しては彼に刀を持たせないなど、特別な態度を取っており、鈴からは「預かっている」ようだと言われたが、その理由はまだ明らかにされていない。密かな趣味は俳句で俳号は「豊玉」。
過去に結核で母と姉を亡くしたことがトラウマになっており、結核の病状が悪化していく沖田に密かな焦燥を抱いていたが、油小路の変で遂に沖田の惨状を目撃してしまい大きな衝撃を受ける。鳥羽・伏見の戦いが始まってからは一層緊張を孕むようになるが、敗色濃厚となっても希望を捨てず、近藤を心の支えに転戦を繰り返す。しかし近藤に危機が迫るとそれまでの気丈な精神が均衡を失い始め、彼を喪う事実に耐えられない弱さを払拭するかのように、鬼神の如き戦いぶりを見せる。しかし奮戦も虚しく近藤の斬首と沖田の病死が同時に訪れ、遂に土方も精神を病む。仲間を立て続けに亡くした絶望感から自らも死を選ぼうとするが、二人の魂に背中を押され、江戸からの文に記された沖田の遺言で一縷の希望を見出し、再び立ち上がった。
北上篇では新選組隊長となっており、旧幕府軍の幹部として活躍している。鉄之助に憑いている「死神」の存在を知っており、鉄之助と再会した際には彼を戦闘に出して「死神」が蝦夷の地まで付いてきたか確かめた。
鉄之助の閉ざされた心を開くため、田村銀之助に対していかなる時も鉄之助を半径十尺以内で守るよう命じた。
市村辰之助（いちむら たつのすけ）
新撰組勘定方。鉄之助の兄。両親が亡くなってからは鉄之助の親代わりでもある。いつも鉄之助の無茶苦茶な行動に振り回されている。神経性胃炎持ち。鉄之助に過保護で、彼が剣を取ることを快く思っていない。しかし次第に鬱屈した感情は無力な自分へと向き、坂本龍馬と出会ったことで彼の持つ銃に目を留め、銃を扱えるようになることを志すようになる。油小路の変では龍馬に譲ってもらえなかった銃を独学で製作することに成功し、四面楚歌の鉄之助を救出しに現れた。しかし不完全な銃だったため碌に戦えず、鉄之助の拉致を許してしまった。結果今まで内包していた鉄之助への強い依存心が剥き出しになり、頭と腦の声色にも惑わされて精神が崩壊しかける。しかし後に鉄之助が無事に帰ったことで滂沱の涙と共に鉄之助に縋り付いていた。監察方の山崎には度々おちょくられるが段々強い友情で結ばれていき、呼称も鉄之助に遅れてはいるが「ススム」と下の名で呼ぶほど親しくなった。彼が死亡した際も鉄之助同様深い悲しみを露わにした。
油小路の一件の後、自身の銃は兵器として新選組の役に立つと確信し、近藤、土方に小銃の開発・製造の許可を申請、山崎の口添えもあり許可を貰うことに成功した。以降は隊務として銃の開発に取り組むようになった。
山崎烝（やまざき すすむ）
新撰組監察方。主に間者として敵の詮索を行う。土方の思いをフイにし、小姓としての役目を果たさない鉄之助に対し生まれて初めての怒りを見せていた。桝屋摘発の際に女装して『泉（せん）』の偽名を名乗り、常客に扮して内情を探っていた。その際姉・歩とそっくりの容姿に化粧し、万一の際は歩を犠牲にするよう約束させられていた。姉が危機に曝されても始終平静を装っていたが、鉄之助の切なる訴えに心を揺らし、歩の最期を知って抑えていた感情を爆発させる。姉の死後、鉄之助と友人になり、以前より感情を表に出すようになった。兄の辰之助に対しては弟にべったりな様子に辟易しながらも、生真面目な彼をおちょくるのを愉しみにしている。照れ屋な性格もあって、呼び方は当初の『市村』呼びがなかなか抜けなかったが、最後には兄弟を「鉄之助」「辰之助」としっかり下の名で呼び、近藤に対し鉄之助を“我が友”と言い切る強い友誼を示した。「鐵」編では医師、松本良順の提案により隊医も務めることとなる。仏頂面の真面目な性格であり表面では冷静に見えるが、沖田の容態をよく心配したり海援隊に襲われた鉄之助を諭したりと、ぶっきら棒ながら心優しい一面を見せることもある。
最期は鳥羽・伏見の戦いにおいて、御陵衛士の残党に狙撃された市村兄弟を救うべく、斎藤の制止も振り切って飛び出す。結果致命傷を負わされ、松本の集中治療を受けるが甲斐もなく、鉄之助に感謝の言葉を遺して息を引き取った。
田村銀之助（たむら ぎんのすけ）
北上篇より登場。数え年14歳の少年隊士だが、子供扱いされるとかつての鉄之助同様激怒する。まだ徳川の世は終わっていないと信じており、薩長による新政府軍の存在を認めていない。戦闘能力は殆どなくこれまでの戦いも裏方として活動していたが、子供ながら戦って死ぬ覚悟はできており、死ぬ前にまだ見ていないものをたくさん見ておきたいという気持ちから土方や鉄之助と一緒に蝦夷に行くことを決意する。外見や性格がかつての鉄之助と似ており、土方は心を閉ざした鉄之助と重ねて「具現化した精神が空の肉体にぶら下がっているみてぇだ」と言っていた。鉄之助のことは「先輩」と呼んで慕っている様子だが、鉄之助の冷たい態度に怒ったり「死神憑き」としての戦いぶりに「まるで鬼じゃないか」と恐れたりしていた。その後、土方の説得によって鉄之助の傍で戦闘に加わり、鉄之助が実際に敵を殺していないこと、死亡者は「死神」の銃撃によって発生していることを確認する。
鉄之助がここに至るまで自分の心を殺し続けてきたことを知ると、今後は自分が鉄之助の心を守っていくことを決意し、鉄之助に新選組がまだ京都にあったころの話や新政府軍との戦争が始まって今に至るまで何があったのかを聞き出した。

### 新撰組
永倉新八（ながくら しんぱち）
新撰組二番隊隊長。神道無念流を修めた剣の達人で、その手腕は隊内では沖田と並ぶともいわれる。原田・藤堂を含めた三馬鹿の中でただ一人のツッコミ。背が低いことを原田にからかわれることもあるが、自称原田左之助の飼い主。他人の感情に敏く、考えすぎる余り一人で抱え込んでしまうことがある。
原田左之助（はらだ さのすけ）
新撰組十番隊隊長。種田宝蔵院流の名手。三馬鹿の一人。単純かつ豪快な人柄で、情に厚い。一方、医者が怖いという臆病な一面もある。腹に切腹の傷跡がある。
藤堂平助（とうどう へいすけ）
新撰組八番隊隊長。北辰一刀流の遣い手。池田屋事件後では額に傷がある。三馬鹿の一人であり、永倉・原田と共に江戸試衛館時代からの古株。小さいもの、可愛いもの（男女問わず、動物でも何でも）が大好き。興奮すると言葉遣いが乱暴になり口も悪くなる。山南の死をきっかけに隊の方向性に疑問を感じ伊東らと共に御陵衛士となり、自ら新撰組を出ていく。その後、油小路事変で隊士に斬られ命を落とすこととなる。新選組幹部では際立って幼い感性の持ち主であり、不穏な空気にも目を背け、組の結束と安泰は絶対であると信じ切っていた。油小路の変で永倉・原田と対峙した折に、脱退理由に然したる根拠がなく、ただ純粋に、崩壊していく組を見るのに耐え切れなかった「恐怖心」からであることを打ち明ける。しかし「藤堂が永倉、原田を襲っている」と誤解した隊士に後ろから斬られ、二人に看取られて息を引き取った。
斎藤一（さいとう はじめ）
新撰組三番隊隊長で沖田と1、2を争う剣の実力の持ち主。物静かだが何事にも動じず、つかみどころのない性格。霊感が強く、死者の魂と対話できる。また幼少時代から未来を先読みすることが出来たという。よく蕎麦を鉄之助に奢らせ、食べに行く姿が多く見られる。幼いころから己の千里眼のために人生を諦観していたが、油小路の変で海援隊に幽閉された鉄之助と差し向かいで対峙し、己の意志も歴史を動かす歯車になり得ることを悟る。そして終局の後に鉄之助の旅路に付き合う覚悟を決め、彼と共に歩んでいく意思を示した。
油小路の一件の後は新しい己を始めるという一心と、間者とはいえかつて御陵衛士として活動していたことから「山口二郎」と名前を変えた。鉄之助には御陵衛士の残党や鈴が改心に失敗した場合に更なる復讐を仕掛けてくる可能性があることを知らせ、用心を促した。
近藤勇（こんどう いさみ）
新撰組局長。大らかな性格で鉄之助にも優しく接するが、時には局長としての厳格な一面も見せている。情に厚い人物である。
油小路の一件の後、辰之助から小銃の開発・製造の許可の申請を受けた際、辰之助が独学で銃を製造したことに感心しつつも新選組は飛び道具に頼らない剣客集団であるべきという気持ちから申請を却下しようとした。また、倒幕の密勅を受けた薩長軍との戦に備える際にも土方から小銃隊を作ることを検討されるも「戦は己の剣の腕前と刀に込めた気迫によって決まる」と譲らなかった。
鳥羽伏見での敗走後は自らを護ろうとして暴走の兆しを見せる土方を危惧し、自分の命と引き換えに彼と新選組の隊士達の身柄を守ることを決意。しかし土方の狼狽を見て思い直し、近藤を慕う三番隊隊士・野村と共に『大久保大和』の偽名で別人に成りすまし逃亡。再起を図ろうとするが内心では既に腹を括っていた。御陵衛士の残党に正体を見破られた事で新政府軍に出頭し、板橋の刑場へ引き出される。土方と仲間達のお陰で心躍る5年間を過ごせたことに感謝しながら、刑場の露と消えた。享年35。
山南敬助（やまなみ けいすけ）
新撰組のもう1人の副長。北辰一刀流の遣い手。土方に対して、温厚な気質のため「仏の副長」と呼ばれている。沖田と仲が良く、一緒に子供達と遊ぶこともある。明里のことは正体に勘付きつつも本気で愛していた。土方とは意見の食い違いもあるが、お互い認め合っている。しかしある行動がきっかけで命を落とすこととなる。
伊東甲子太郎（いとう かしたろう）
途中から新撰組に入隊した参謀、のち御陵衛士の盟主になって新撰組と対立。男色趣味で土方に対して危ない執着心を抱いている。甲の子年に入隊したことから、名前を大蔵から甲子太郎に改名した。油小路事変で自らを暗殺しようとした新撰組を逆に嵌め、屯所に攻撃を仕掛ける。しかし一騎討ちとなった土方の白兵戦に負け、藤堂と同様、この戦いで命を落とすこととなる。
山崎歩（やまざき あゆむ）
山崎烝の実の姉。普段は料理人として隊士達の食事を作っている。その食事は絶品と人気があり、隊士達からは「アユ姉」と呼ばれて慕われている。だが、それは表向きの顔であり、命を受けると「髪結いの弓」として敵方を探るくノ一である。敵方に潜入した際、スパイだということが発覚したが決して口を割らないまま拷問にかけられ、弟の身代わりとして殺害される。肉親の情を断つため、弟の烝とは普段はほとんど関わることがなかったが、弟の身を誰よりも案じており、鉄之助に弟をよろしく頼むと遺言していた。
サイゾー
新撰組で飼われている子ブタ。沖田にとても懐いている。目つきが悪く、それが土方に似ているのでサイゾー（歳三は「さいぞー」とも読める）。鉄之助の主人公の座を狙っている。
田村一郎（たむら いちろう）
北上篇より登場。銀之助の長兄であり、銀之助からは「一兄」と呼ばれている。弟想いだが度々起きる銀之助の暴走には頭を悩ませている。新政府軍との戦いで北上した際は2人の弟とともに石巻の地で戦って死のうと言っていたが、本当はまだ幼い銀之助だけでも蝦夷に逃がしてやりたいと思っていた。銀之助の蝦夷行きが決まった後も録五郎とともに石巻に残り、銀之助と別れた。
田村録五郎（たむら ろくごろう）
北上篇より登場。銀之助の次兄であり、銀之助からは「録兄」と呼ばれている。弟の銀之助が暴走した際には容赦なく鉄拳制裁を加えている。兄一郎と比べると少しドライな性格であり、子供ながらも新選組の戦力として蝦夷行きを強く望む銀之助に対して外見だけでなく精神的な幼さも指摘していた。銀之助の蝦夷行きが決まった後も一郎とともに石巻に残り、銀之助と別れた。
野村利三郎（のむら りさぶろう）
北上篇より登場。土方のことを大変尊敬しており、その敬愛ぶりは鉄之助が土方のお下がりの隊服を着ているのを見て嫉妬の怒りをぶつけるほど。ガラは悪いが仲間の面倒見の良さは土方も評価しており、最年少の銀之助に対しても兄貴分として気さくに接していた。無愛想な上戦闘中に敵味方問わず死者を大量に出す鉄之助を快く思っておらず、戦闘中の「死神」による殺人も、鉄之助の自作自演で実際に自分で殺しているのではないかと思っている。
三好胖（みよし ゆたか）
北上篇より登場。本名は小笠原胖之助。唐津藩藩主の息子であり、丁寧な口調で話す。鉄之助の戦闘を理解しており、「死神」は鉄之助による自作自演という野村の主張に反論、鉄之助もまた「死神」による殺人によって心を痛めている被害者であると主張した。蝦夷地での新政府軍との戦闘で敵からの攻撃で絶体絶命の危機に陥った時、自分を助けに駆けつける鉄之助の姿を見て自分の主張は間違っていなかったことを確信するも、鉄之助が駆けつけたことにより彼の半径十尺以内に入ってしまい、「死神」の銃撃を受け死亡した。
島田魁（しまだ かい）
北上篇からの登場だが新選組の古株隊士。大柄な体格で力もあり、近藤、土方からの信頼も厚い。土方の小姓としての役割を務める鉄之助を温かく見守っている。戊辰戦争が始まってからは鉄之助や斎藤達と行動を共にすることが多くなった。情に厚く涙もろい性格でもあり、近藤が流山にて新政府軍の追及を受け切腹を決意した時は涙ながらに介錯の役割を買って出ようとした。
斎藤一諾斎（さいとう いちだくさい）
北上篇より登場。元々は僧だったが還俗して新選組の隊士となった。かつて会津にて「きせきみの巫女」と呼ばれる死者の魂と近く鬼籍に入る者が見える女性に仕えており、その女性の能力を近くで見てきたため、斎藤一が同じ能力を持つことを見抜いた。戊辰戦争が始まってからは斎藤一と行動を共にし、近藤や土方より一足早く会津へ向かった。

### 鈴一派
北村鈴（きたむら すず） / 大和屋鈴（やまとや すず）
兄を殺した新撰組に復讐するため、吉田稔麿の小姓についている。鉄之助とはお互いの正体を知らない状態で友達になる。池田屋事変で敬愛する師・吉田を失い鉄之助の素性を知ったことでますます新撰組、並びに鉄之助を酷く憎み、復讐のみを生きがいとしていくようになる。
「PEACE MAKER　鐵」では男色の相手として自身を拾った大和屋の店主を殺し店主となる。後に、鉄之助に復讐するうえで坂本龍馬の存在が邪魔になり、鉄之助に変装して彼と中岡慎太郎を襲った。黒の漆塗りにした吉田の頭蓋骨を常に持ち歩いている。
9巻では精神が「鉄之助に強く執着する病んだ人格」と、「吉田に対して縋る様な『新選組異聞』時に近い人格」の2つに分裂していることが判明。だが後者の人格はまれにしか現れておらず、前者の人格も「後者の人格」について気づいていない。
膕（ひかがみ）
ある罪を犯したために死刑にされそうになった所を鈴に助けられる。それ以来鈴には絶対的な忠誠を誓う。吉田稔麿の面影を持つ。
腦・頭（なづき、つむり）
『大和屋』の主人の稚児になっていた双子の幼児。声帯模写と猫との会話を得意とする。

### 島原
明里（あけさと） / サラ＝フウマ
山南の恋人。異人と日本人のハーフ。表向きは島原の天神・明里、裏では風魔の忍として長州藩に情報を渡している。最初は籠絡する相手だった山南を後に本当に愛するようになる。山南の死後は遊女・明里の名を捨て、忍・サラ＝フウマとしてのみ生きる決心する。山南の死後、あることがきっかけで龍馬を愛するようになる。龍馬の殺害時は現場におり、真犯人が鈴だと知る唯一の人物であったため、鈴によって山に監禁されるも斎藤によって救出される。その後海援隊隊士達に龍馬殺害の犯人は鉄之助ではなく鈴であることを証言した。油小路の変の後は海援隊の保護を受けながら療養している。
沙夜（さや）
島原の明里がいる店で禿として働いている少女。口がきけない。鉄之助の友達だが彼に対して仄かな恋心を抱いているが、鈍感な鉄之助は気付いていない。
ハナ
沙夜の同僚で友達。大人しい沙夜とは逆に元気でお転婆な女の子。後に花魁として見世に出ることになる。14歳。

### 討幕・尊皇攘夷派
吉田稔麿（よしだ としまろ）
長州藩士。吉田松陰の愛弟子として崇高な理念を持ち活動。京都では桝屋喜右衛門こと古高俊太郎の家に他の長州藩士と共に居住する。鈴が尊敬する師だったが、池田屋事件では臆することなく新撰組と戦い、敗死する。
坂本龍馬（さかもと りょうま）
土佐藩士。鉄之助と辰之助の父親のことを知っているようだ。ドレッドヘアにサングラス、テンガロンハットにブーツ、ピストルが特徴。後に京都・近江屋で中岡慎太郎と共に襲撃され、鉄之助に変装した鈴に斬り殺された。
中岡慎太郎（なかおか しんたろう）
土佐藩士。龍馬の仲間。豪快でしっかり者の性格。後に龍馬と共に京都・近江屋で鈴に襲撃され、膕と戦い瀕死の重傷を負わされてその翌々日に死亡した。
桂小五郎（かつら こごろう）
長州藩士。常に新撰組や見廻組の追手から逃げ回る生活を余儀なくされているため、変装していないと落ち着かない性質。龍馬に犬扱いされている。幾松という恋人がいる。

### 幕府関係者
勝海舟（かつ かいしゅう）
幕臣。青谷という部下がいる。餡蜜が大好物。しかし江戸っ子口調の剛胆な性格の持ち主である。鉄之助の父や龍馬の知り合いでもある。

### 海援隊
坂本が結成した株式会社。後の明治政府に多大な影響を与えた人物もいた。
陸奥陽之助（むつ ようのすけ）、長岡謙吉（ながおか けんきち）、白峰駿馬（しらみね しゅんま）、新宮馬之助（しんぐう うまのすけ）
いずれも海援隊士。坂本龍馬のことを慕っていた。後に龍馬の死を知り、鈴が変装して殺した事実を知らず、鉄之助を犯人として追う。

### 旧幕府軍
大鳥圭介（おおとり けいすけ）
幕臣であり歩兵奉行を務めている。鳥羽・伏見の戦い以降幕府の恭順姿勢に従わない"主戦派"の幕臣・軍人約2000人をまとめている総督であり、旧幕府軍主力の西洋式軍隊「伝習隊」の隊長でもある。医学・蘭学・兵学・工学・建築学・西洋兵学・英語・写真技術等、様々な分野に優れており、多くの旧幕府軍兵から慕われている。常に笑顔を絶やさず無邪気な面が目立つ一方、新政府軍相手に苦戦を強いられている味方の兵を皮肉る等腹黒い一面ある。実戦経験豊富で頭のきれる土方に目をつけ、彼に僅かな兵を与え最前線で戦わせて実力を試している。
秋月登之助（あきづき のぼりのすけ）
会津藩士。大鳥の下伝習隊に加わっており、宇都宮城争奪戦では先鋒隊指揮官として土方と共に戦う。謙虚な性格であり、土方の上官にあたる立場ではあるものの自身よりも年長で豊富な実績を持つ土方に対して尊敬の念を抱いている。（単行本12巻のおまけ漫画では上官であるにもかかわらず土方に上座の席を譲ろうとして断られている。）
本多幸七郎（ほんだ こうしちろう）
旗本。伝習隊第二大隊隊長を務める大鳥の腹心。大鳥の皮肉やからかいを内心怒りつつも受け流し、時には自身も大鳥に対し辛辣な言葉を投げかけている。（大鳥曰く「ヒドイけどそこがイイ」）しかし大鳥のお陰で自身が軍人として力をつけることができたことは認めており、戦場では彼の作戦を忠実にこなしている。大鳥には自分のような「なびきはするものの懐かない男」が1人でも多く必要だと思っている。

### 新政府軍
伊地知正治（いじち まさはる）
薩摩藩士。片目が義眼で片足も義足であるが抜群の戦闘力を誇り、常に肉体の鍛錬を怠らない武人。自ら仕留めた熊の毛皮を軍帽としてかぶっており、義足には仕込み刀を備えている。軍略家としても一流で、戊辰戦争では新政府軍参謀として旧幕府軍を苦しめている。近藤をはじめとする新選組に対しては敵同士ではあるものの「武士よりも武士らしく登りつめた武装集団」として憧れにも似た感情を抱いている。
池上嗣久（いけがみ つぐひさ）
伊地知の相棒として彼を支えている。伊地知の堅く生真面目な性格に対して文句や憎まれ口を叩くことが多いがお互いに強い信頼関係で結ばれている。見た物、聞いた音、経験した事を決して忘れることができない「超記憶症候群」であり、伊地知が立てた作戦を完全に覚えることができ、伊地知が戦場を離れている間は代わりに戦場を指揮している。
大山弥助（おおやま やすけ）、野津七次（のづ しちじ）
ともに薩摩藩士で後の陸軍大将。新政府軍の隊長として旧幕府軍との戦いで活躍する。かつて大鳥圭介から西洋式砲術・西洋式兵法術を学んでおり、宇都宮城の戦いではかつての師である大鳥の率いる伝習隊と激闘を繰り広げることになる。

## 書誌情報
- 黒乃奈々絵 『新撰組異聞PEACE MAKER』エニックス〈ガンガンコミックス〉、全6巻（絶版）
  1. 1999年4月発売 ISBN 4-7575-0094-7
  2. 2000年4月発売 ISBN 4-7575-0197-8
  3. 2000年10月発売 ISBN 4-7575-0312-1
  4. 2001年4月発売 ISBN 4-7575-0420-9
  5. 2001年9月発売 ISBN 4-7575-0513-2
  6. 2001年10月発売 ISBN 4-7575-0550-7
- 黒乃奈々絵 『新撰組異聞PEACE MAKER』新装版 マッグガーデン〈BLADE COMICS〉、全5巻
  1. 2005年10月発売 ISBN 4-86127-187-8
  2. 2005年10月発売 ISBN 4-86127-188-6
  3. 2005年10月発売 ISBN 4-86127-189-4
  4. 2005年10月発売 ISBN 4-86127-190-8
  5. 2005年10月発売 ISBN 4-86127-191-6
- 黒乃奈々絵 『PEACE MAKER 鐵』マッグガーデン〈BLADE COMICS〉、既刊17巻（2020年5月29日現在）
  1. 2002年10月10日発売 ISBN 4-90192-611-X
  2. 2003年2月10日発売 ISBN 4-90192-630-6
  3. 2003年7月10日発売 ISBN 4-90192-672-1
  4. 2004年2月10日発売 ISBN 4-86127-013-8
  5. 2005年3月10日発売 ISBN 4-86127-125-8
  6. 2010年11月10日発売 ISBN 978-4-8612-7787-0
  7. 2014年5月14日発売 ISBN 978-4-8000-0309-6
  8. 2015年4月14日発売 ISBN 978-4-8000-0444-4
  9. 2015年10月14日発売 ISBN 978-4-8000-0506-9
  10. 2016年4月14日発売 ISBN 978-4-8000-0557-1
  11. 2016年9月14日発売 ISBN 978-4-8000-0616-5
  12. 2017年4月14日発売 ISBN 978-4-8000-0676-9
  13. 2017年10月13日発売 ISBN 978-4-8000-0725-4
  14. 2018年4月13日発売 ISBN 978-4-8000-0761-2
  15. 2018年10月12日発売 ISBN 978-4-8000-0802-2
  16. 2019年5月31日発売 ISBN 978-4-8000-0864-0
  17. 2020年5月29日発売 ISBN 978-4-8000-0980-7

## アニメ
テレビアニメと劇場アニメ化がされた。

### 主なキャスト
- 市村鉄之助 - 小林由美子
- 沖田総司 - 斎賀みつき
- 土方歳三 - 中田譲治
- 市村辰之助 - 上田祐司
- 山崎烝 - 櫻井孝宏
- 永倉新八 - 山口勝平
- 原田左之助 - 乃村健次
- 藤堂平助 - 鳥海浩輔
- 斎藤一 - 松山鷹志
- 島田魁 - 岩崎征実
- 近藤勇 - 土師孝也
- 山南敬助 - 井上倫宏
- 山崎歩 - 永島由子
- 北村鈴 - 今井由香
- 吉田稔麿 - 諏訪部順一
- 明里 / サラ＝フウマ - 根谷美智子
- 沙夜 / サイゾー - 高橋美佳子
- ハナ - 加藤奈々絵
- 坂本龍馬 - 江原正士
- 市村龍之介 - 森川智之
- 鉄之助の母 - 横手久美子
- お三津、空蝉 - 利田優子
- 青蛾中将 - 三木眞一郎
- 布瑠部神実 - 青山穣
- 夕顔 - 佐久間紅美
- ほたる - 沢城みゆき
- キク - 井ノ上奈々
- 加須屋左近 - 西前忠久
- 桝屋喜右衛門 - 西松和彦
- 宮部鼎蔵 - 宮林康
- 松田重助 - 鈴木貴征

### テレビアニメ
2003年10月 - 2004年3月までテレビ朝日他一部系列局にて放送。2010年3月27日 - 9月4日までBS11にて全国放送された。『PEACE MAKER 鐵』のタイトルで放送されたが、内容は『新撰組異聞PEACE MAKER』のものである。
後述の劇場版アニメ放映に先駆け、2017年5月24日より、時代劇専門チャンネルで毎週水曜日2話ずつ再放送。

#### スタッフ
- 原作 - 黒乃奈々絵
- 監督 - 平田智浩
- シリーズ構成 - 長谷川菜穂子
- キャラクターデザイン - 林明美
- プロップデザイン - 細越裕治
- 美術監督 - 佐藤正浩
- 色彩設計 - 内林裕美
- 3DCGディレクター - 白井宏旨
- デジタルディレクター - 上坪亮樹
- 撮影監督 - 林コージロー
- 編集 - 肥田文
- 音楽 - 奥慶一
- 音響監督 - 亀山俊樹
- プロデューサー - 西口なおみ、川原陽子、小野修、松田章男、阿部祐督、上玉利純宏
- アニメーション制作 - GONZO DIGIMATION
- 制作 - テレビ朝日
- 製作 - 新撰組屯所（GONZO、コモンウェルス・エンターテインメント、ジェネオンエンタテインメント、IMAGICAエンタテインメント、フロンティアワークス）

#### 主題歌
オープニングテーマ「You gonna feel」
作詞・作曲・編曲・歌 - HAV
エンディングテーマ「HEY JIMMY!」
作詞・作曲・編曲・歌 - HAV

#### 各話リスト
| 話数       | サブタイトル | シナリオ     | 絵コンテ          | 演出       | 作画監督                                |
| ---------- | ------------ | ------------ | ----------------- | ---------- | --------------------------------------- |
| 第壱話     | 桜           | 長谷川菜穂子 | 平田智浩          | 平田智浩   | 林明美                                  |
| 第弐話     | 志           | 長谷川菜穂子 | 平田智浩 上坪亮樹 | 上坪亮樹   | 嘉手苅睦                                |
| 第参話     | 紅           | 山口宏       | 斉藤哲人          | 稲垣隆行   | 晶貴孝二                                |
| 第四話     | 影           | 長谷川菜穂子 | 平田智浩          | 加藤顕     | 角田紘一                                |
| 第伍話     | 月           | 山口宏       | 小島正士          | 土屋浩幸   | 酒井和男                                |
| 第六話     | 武           | 山口宏       | 吉田英俊          | 友田政晴   | 大田和寛                                |
| 第七話     | 鈴           | 長谷川菜穂子 | 奥村吉昭          | 静野孔文   | 嘉手苅睦                                |
| 第八話     | 恋           | 山口宏       | 遠藤広隆          | 遠藤広隆   | 安彦英二                                |
| 第九話     | 竜           | 長谷川菜穂子 | 稲垣隆行          | 稲垣隆行   | 佐藤寿子                                |
| 第拾話     | 幽           | 長谷川菜穂子 | 牧野吉高          | 牧野吉高   | 金子匡邦                                |
| 第拾壱話   | 企           | 長谷川菜穂子 | 吉田英俊          | 西山明樹彦 | 中本尚子                                |
| 第拾弐話   | 兄           | 山口宏       | 小島正士          | 友田政晴   | 大田和寛                                |
| 第拾参話   | 眼           | 山口宏       | 斉藤哲人          | 犬川犬夫   | 酒井和男                                |
| 第拾四話   | 想           | 長谷川菜穂子 | 遠藤広隆          | 遠藤広隆   | 坂田理                                  |
| 第拾伍話   | 歌           | 山口宏       | 稲垣隆行          | 稲垣隆行   | 嘉手苅睦                                |
| 第拾六話   | 偽           | 長谷川菜穂子 | 牧野行洋          | 牧野行洋   | 金子匡邦                                |
| 第拾七話   | 虚           | 長谷川菜穂子 | 吉田英俊          | 土屋浩幸   | 鳥宏明                                  |
| 第拾八話   | 雨           | 山口宏       | 友田政晴          | 友田政晴   | しまだひであき                          |
| 第拾九話   | 空           | 山口宏       | 斉藤哲人          | 三好正人   | 中嶋敦子                                |
| 第弐拾話   | 刃           | 山口宏       | 遠藤広隆          | 遠藤広隆   | 坂田理                                  |
| 第弐拾壱話 | 陣           | 長谷川菜穂子 | 小島正士          | 長尾粛     | 金子匡邦                                |
| 第弐拾弐話 | 戦           | 山口宏       | 稲垣隆行          | 稲垣隆行   | 酒井和男                                |
| 第弐拾参話 | 誠           | 長谷川菜穂子 | 大橋誉志光        | 犬川犬夫   | 嘉手苅睦 清水博幸 中嶋敦子 川畑えるきん |
| 第弐拾四話 | 鐵           | 長谷川菜穂子 | 平田智浩          | 土屋浩幸   | 林明美                                  |

| テレビ朝日 火曜 26:12 - 26:42枠 | テレビ朝日 火曜 26:12 - 26:42枠 | テレビ朝日 火曜 26:12 - 26:42枠 |
| 前番組                          | 番組名                          | 次番組                          |
| ------------------------------- | ------------------------------- | ------------------------------- |
| 17才夏。                        | PEACE MAKER鐵                   | 爆裂天使                        |

### 劇場アニメ
PEACE MAKER 鐵 前篇『想道〜オモウミチ〜』
PEACE MAKER 鐵 後篇『友命〜ユウメイ〜』
『PEACE MAKER鐵』を映像化。前篇は2018年6月2日に公開され、後篇は2018年11月17日に公開。興行収入は前編2300万円、後編1100万円（見込み）。
メインキャストはテレビアニメ版から続投するほか、作中の時間経過で声変わりした鉄之助と鈴は、ドラマCDで役を引き継いだ梶裕貴（鉄之助）と立花慎之介（鈴）が演じる。

#### スタッフ（劇場アニメ）
- 原作 - 黒乃奈々絵
- 監督 - きみやしげる[5]
- 脚本 - 梅原英司
- コンセプト設計 - 竹内浩志
- キャラクターデザイン・総作画監督 - 小磯沙矢香
- サブキャラクターデザイン - 渡邉八恵子
- セットデザイン - 岩畑剛一
- プロップデザイン - 鈴木典孝
- 2Dビジュアルデザイン - コレサワシゲユキ、小高みちる、灯夢、坂井ユウスケ
- 美術監督 - 甲斐政俊
- 美術設定 - 緒川マミオ、中島美佳
- 色彩設計 - 土居真紀子
- 撮影監督 - 佐藤光洋
- 3Dディレクター・3DCGI - 相馬洋
- 特効監修 - 谷口久美子
- 特殊効果 - 小林香織
- 編集 - 後藤正浩
- 音響監督 - 亀山俊樹
- 音響効果 - 神保大介
- 音楽 - 中西亮輔
- アニメーション制作 - WHITE FOX
- 製作 - PEACE MAKER 鐵 製作委員会
- 配給 - ショウゲート

前篇
- 絵コンテ - 竹内浩志、きみやしげる
- 演出 - きみやしげる、久保雄介
- 作画監督 - 小磯沙矢香、臼田美夫、中村和久、岩田景子、池田有、宮脇直央、浅利歩惟、木宮亮介
- 動画検査 - 高田彩

#### 主題歌（劇場アニメ）
前篇『想道〜オモウミチ〜』
「Rust」　歌 - ジェッジジョンソン
後篇『友命〜ユウメイ〜』
「掴んだ影を離さぬように」 歌 - ジェッジジョンソン

## テレビドラマ
『新撰組PEACE MAKER』のタイトルで、2010年1月より毎日放送・TBSほかで放送。全10回。毎日放送では金曜ナイト劇場の最終作となった。
キャッチコピーは「新たな歴史の幕開け―」。

### キャスト（テレビドラマ）
- 市村鉄之助 - 須賀健太
- 沖田総司 - 柳下大
- 土方歳三 - 谷内伸也
- 市村辰之助 - 古川雄大
- 山崎烝 - 榊原徹士(新選組リアン)
- 永倉新八 - 松川尚瑠輝
- 原田左之助 - 伊﨑右典
- 藤堂平助 - 佐野泰臣
- 近藤勇 - 遠藤章造(ココリコ)
- 山南敬助 - 上山竜司
- 山崎歩 - 原幹恵
- 明里 / サラ＝フウマ - 中島愛里
- 沙夜 - 滝澤史
- 北村鈴 - 野村周平
- 吉田稔麿 - 荒木宏文
- 桂小五郎 - ユキリョウイチ
- 古高俊太郎 - 前田健
- 宮部鼎蔵 - 脇崎智史
- 真夜 - 大塚シノブ
- 新撰組隊士 - 森公平、國定拓弥、関義哉、山口純(新選組リアン)
- ナレーション - ゴブリン

### スタッフ（テレビドラマ）
- 原作 - 黒乃奈々絵「新撰組異聞PEACE MAKER」（マッグガーデン刊 ブレイドコミックス）
- 脚本 - 山本清史、守口悠介
- 演出 - 山本清史、深迫康之
- 企画 - 保坂嘉弘、福井政文、竹園元
- プロデューサー - 大橋孝史、上野境介、深迫康之
- 制作 - ジョリー・ロジャー
- 製作 - 「新撰組PEACE MAKER」製作委員会／毎日放送

### 主題歌（テレビドラマ）
- 主題歌 - +Plus「声」（ポニーキャニオン）
- オープニングテーマ - D「風がめぐる頁」（avex trax）
- 挿入歌 - 工藤慎太郎「涙ひとつぶ」（コロムビアミュージックエンタテインメント）

### 各話リスト（テレビドラマ）
| 話数   | 放送局   | 放送日        | サブタイトル | 脚本              | 演出     |
| ------ | -------- | ------------- | ------------ | ----------------- | -------- |
| 第一話 | 毎日放送 | 2010年1月15日 | 不穏         | 山本清史          | 山本清史 |
| 第一話 | TBS      | 2010年1月20日 | 不穏         | 山本清史          | 山本清史 |
| 第二話 | 毎日放送 | 2010年1月22日 | 剣士         | 山本清史          | 山本清史 |
| 第二話 | TBS      | 2010年1月27日 | 剣士         | 山本清史          | 山本清史 |
| 第三話 | 毎日放送 | 2010年1月29日 | 監察         | 山本清史          | 深迫康之 |
| 第三話 | TBS      | 2010年2月3日  | 監察         | 山本清史          | 深迫康之 |
| 第四話 | 毎日放送 | 2010年2月5日  | 潜入         | 山本清史          | 深迫康之 |
| 第四話 | TBS      | 2010年2月10日 | 潜入         | 山本清史          | 深迫康之 |
| 第五話 | 毎日放送 | 2010年2月12日 | 運命         | 山本清史 守口悠介 | 深迫康之 |
| 第五話 | TBS      | 2010年2月17日 | 運命         | 山本清史 守口悠介 | 深迫康之 |
| 第六話 | 毎日放送 | 2010年2月19日 | 発覚         | 山本清史          | 山本清史 |
| 第六話 | TBS      | 2010年2月24日 | 発覚         | 山本清史          | 山本清史 |
| 第七話 | 毎日放送 | 2010年2月26日 | 悲痛         | 山本清史 守口悠介 | 山本清史 |
| 第七話 | TBS      | 2010年3月3日  | 悲痛         | 山本清史 守口悠介 | 山本清史 |
| 第八話 | 毎日放送 | 2010年3月5日  | 陰謀         | 山本清史          | 山本清史 |
| 第八話 | TBS      | 2010年3月10日 | 陰謀         | 山本清史          | 山本清史 |
| 第九話 | 毎日放送 | 2010年3月12日 | 決行         | 山本清史          | 山本清史 |
| 第九話 | TBS      | 2010年3月17日 | 決行         | 山本清史          | 山本清史 |
| 第十話 | 毎日放送 | 2010年3月19日 | 事変         | 山本清史          | 山本清史 |
| 第十話 | TBS      | 2010年3月24日 | 事変         | 山本清史          | 山本清史 |

### 放送局（テレビドラマ）
| 放送地域   | 放送局            | 放送期間                | 放送日時 | 備考          |
| ---------- | ----------------- | ----------------------- | --- | ------------- |
| 近畿広域圏 | 毎日放送（MBS）   | 2010年1月15日 - 3月19日 | 金曜 24時29分 - 24時59分 | 制作局        |
| 関東広域圏 | TBSテレビ         | 2010年1月20日 - 3月24日 | 水曜 24時34分 - 25時04分 |               |
| 青森県     | 青森テレビ（ATV） | 2010年1月25日 - 3月30日 | 月曜 24時00分 - 24時30分 |               |
| 長崎県     | 長崎放送（NBC）   | 2010年1月26日 - 3月31日 | 火曜 24時50分 - 25時20分 |               |
| 山梨県     | テレビ山梨（UTY） | 2010年3月10日 - 3月24日 | 月-金曜 16時30分 - 17時00分 | 3月16日は休止 |
| 岩手県     | IBC岩手放送       | 2010年4月22日 - 6月24日 | 木曜 24時50分 - 25時20分 |               |
| 静岡県     | 静岡放送          | 2011年3月9日 - 3月31日  | 3月9日 25:55 - 26:25（第一話） 3月10日 26:05 - 26:35（第二話） 3月21日 25:55 - 26:25（第三話） 3月22日 25:55 - 26:25（第四話） 3月23日 25:55 - 26:25（第五話） 3月24日 26:35 - 27:05（第六話） 3月28日 26:25 - 26:55（第七話） 3月29日 26:35 - 27:05（第八話） 3月30日 26:25 - 26:55（第九話） 3月31日 26:55 - 27:25（第十話） |               |

| 毎日放送 金曜ナイト劇場 （本作で枠名称が消滅） | 毎日放送 金曜ナイト劇場 （本作で枠名称が消滅）        | 毎日放送 金曜ナイト劇場 （本作で枠名称が消滅）                                            |
| 前番組                                         | 番組名                                                | 次番組                                                                                    |
| ---------------------------------------------- | ----------------------------------------------------- | ----------------------------------------------------------------------------------------- |
| 深夜食堂                                       | 新撰組PEACE MAKER                                     | 三代目明智小五郎〜今日も明智が殺される〜 【ここから木曜深夜ドラマ枠（枠名称なし）】       |
| 毎日放送 金曜 24:29 - 24:59枠                  |                                                       |                                                                                           |
| 深夜食堂                                       | 新撰組PEACE MAKER 【ここまで金曜ナイト劇場枠】        | 24:20 笑撃!ワンフレーズ又はごぶごぶ24:50又は25:20 あらびき団 【これよりバラエティ番組枠】 |
| TBS 水曜24:34枠                                |                                                       |                                                                                           |
| 深夜食堂                                       | 新撰組PEACE MAKER 【ここまでMBS制作水曜深夜ドラマ枠】 | 全種類。 ※24:25 - 24:55 【これよりバラエティ番組枠】                                      |

## 舞台
主催が異なる公演は各々が独立しており続編などの繋がりはない。
全公演がDVD化されているが、ブルー・シャトル主催公演とFREE(S)主催公演は流通ルートが主催会社による直販のみだったこともあり、入手困難になっている。FREE(S)主催公演はYoutubeの公式チャンネルでダイジェスト版が公開されている。

### 『新撰組異聞 PEACE MAKER』（ブルー・シャトル主催）
- 【大阪公演】2007年7月21日 - 7月22日　松下IMPホール
- 【東京公演】2007年8月2日 - 8月6日　新国立劇場 小劇場

キャスト
- 吉田稔麿 - 郷本直也
- 土方歳三 - 柄谷吾史
- 山崎烝・歩 -矢崎広
- 近藤勇 - 田中照人
- 山南敬助 - 吉谷光太郎
- 桝屋・明里 - 古川貴生
- 斎藤一 - 松木賢三
- 市村辰之助 - 山本健史
- 沖田総司 - 加藤巨樹
- 原田佐之助 - 田倉伸紘
- 北村鈴 - 日ノ西賢一
- 市村鉄之助 - 梅林亮太
- 永倉新八 - 齋藤秀貴
- 藤堂平助 - 入谷啓介
- 坂本龍馬 - 太田清伸

ゲスト
- 日向薫（東京公演のみ出演）
- 大河元気（大阪公演のみ出演）

スタッフ
- 脚本 - 吉谷光太郎
- 演出 - 大塚雅史
- 主催 - ブルーシャトル

### 『新撰組異聞PEACE MAKER』（FREE(S)主催）
- 2009年5月6日 - 10日　東京芸術劇場小ホール2

キャスト
- 市村鉄之助 - Takuya
- 北村鈴 - 米原幸佑（RUN&GUN）
- 山崎烝・山崎歩 - 齋藤ヤスカ
- 市村辰之助 - 青木映樹
- 沖田総司 - 松岡佑季
- 吉田稔麿 - 髙木俊
- 井上源三郎 - 肥田強志
- 永倉新八 - 春日勇斗
- 山南敬助 - 上杉輝
- 土方歳三 - 遠藤公太朗
- 藤堂平助 - 渥美達也
- 沙夜 - 小林由美子（テレビアニメ版市村鉄之助役でもある）
- 明里 - 浅川クミ
- 近藤勇 - 柏進
- 原田左之助 - 住谷正樹（レイザーラモン）
- 桂小五郎 - 下出丞一

スタッフ
- 脚本・演出 - 下出丞一
- 主催 - FREE(S)

### 『PEACE MAKER 〜新撰組参上〜』（Knocturn主催）
- 2011年6月3日（金） - 12日（日）　シアターGロッソ

キャスト
- 市村鉄之助 - 吉村卓也
- 土方歳三 - 兼崎健太郎
- 沖田総司 - 浜尾京介
- 市村辰之助 - 滝口幸広
- 山崎烝 - 小川直
- 山崎歩 - 七海エリ
- 沙夜 - 森田涼花
- 近藤勇 - タイソン大屋（30-DELUX）
- 山南敬助 - 聡太郎
- 永倉新八 - 内藤大希
- 藤堂平助 - 翁長卓
- 原田左之助 - 黒藤結軌
- 吉田稔麿 - 林剛史
- 北村鈴 - 井澤勇貴
- 枡屋喜右衛門 - 森大（少年社中）
- 坂本竜馬 - 鬼束道歩

スタッフ
- 脚本 - 菅野臣太郎
- 演出 - 伊勢直弘（bpm）
- 主催 - Knocturn

### 『舞台 新撰組異聞PEACE MAKER 再炎』（Knocturn主催再演）
- 2012年4月15日（日） - 22日（日）　シアターGロッソ
- 2011年の公演からブラッシュアップ、キャストを大幅に変更した改訂再演。
- 初日公演と前楽公演はニコニコ生放送で中継配信が行われた。[9]
- 公演期間中、Android端末向けに有料アプリを公開（現在は削除。ガラケーでも月額登録をすると同様のサービスが受けられた）。舞台写真の配信や、入場者に日替わり配布されるQRコードを読み込むと出演者から観客宛のメール形式で来場御礼が届くなど、情報端末を積極的に利用したファンサービスを展開した。[10]

キャスト
- 市村鉄之助 - 聖也
- 土方歳三 - 兼崎健太郎
- 沖田総司 - 浜尾京介
- 市村辰之助 - 伊勢大貴
- 沙夜 - 仲川遥香（AKB48・渡り廊下走り隊）
- 近藤勇 - 鬼束道歩
- 山南敬助 - 川嵜祐樹
- 永倉新八 - 椎名鯛造
- 藤堂平助 - 水谷百輔
- 原田左之助 - 黒藤結軌
- 山崎烝 - 服部翼
- 山崎歩 - 工藤真由
- 吉田稔麿 - 伊﨑右典
- 北村鈴 - 佐野岳
- 風魔/明里 - 人見早苗

スタッフ
- 原作 - 黒乃奈々絵
- 脚本 - 菅野臣太朗
- 脚色・演出 - 伊勢直弘(bpm)
- 殺陣指導 - TeamAZURA
- ラインプロデューサー - 五十嵐征二
- ゼネラルプロデューサー - 藤田大邦、上山篤志
- 主催 - Knocturn

## コミックムービー
『PEACEMAKER鐵 油小路篇 DVD ANiMiX』として2013年5月31日に発売。原作漫画にアテレコや効果音を加えたもので、メインキャストはテレビアニメと同じである。
キャスト
- 永倉新八 - 山口勝平
- 原田左之介 - 乃村健次
- 藤堂平助 - 鳥海浩輔
- 伊東甲子太郎 - 平川大輔
- 御陵術士 - 赤羽根健治
- 三浦 - 白井悠介
- 菊池 - 山口智大
- 隊士 - 小菅達也、島田朋尚
- 傭兵  - 景浦大輔、寺井智之
- ナレーション - 山田浩貴

## ドラマCD

### アニメ版
2003年12月21日より第1シーズン全5巻が毎月発売。第2シーズンも予定されていたが、2005年11月25日発売の1巻のみで残りは延期となった。2020年現在でも発売未定である。本作を元にした小説化もされている（#小説を参照）。

### 原作版
原作の連載再開に合わせドラマCD『PEACE MAKER 鐵』として2014年7月30日より第1シーズン全3巻が隔月で発売。2015年5月からは第2シーズンの全3巻（巻数は第1シーズンから通しとなる）が同じく隔月で発売。全てまとめたBOXも2019年3月27日発売された。メインキャストは一部を除きテレビアニメ版同様となる。
キャスト
- 市村鉄之助（青年期） - 梶裕貴
- 市村鉄之助（少年期）、田村銀之助 - 小林由美子
- 土方歳三 - 中田譲治
- 沖田総司 - 斎賀みつき
- 山崎烝 - 櫻井孝宏
- 永倉新八 - 山口勝平
- 原田左之助 - 乃村健次
- 藤堂平助 - 鳥海浩輔
- 大和屋鈴 - 立花慎之介
- 坂本龍馬 - 藤原啓治

## 小説
ドラマCDのシナリオを元に小説化された。
- 原作：黒乃奈々絵、原案脚本：山口宏、本文：葉内良智『PEACE MAKER鐵 ドラマCDノベルズコレクション』マッグガーデン〈マッグガーデンノベルス〉全2巻
  1. ―「剣」･「闘」―　2004年8月28日発売、ISBN 978-4-8612-7065-9
  2. ―「忍」･「道」･「時」―　2004年9月29日発売、ISBN 978-4-8612-7073-4